# 庄野 (福島市)
庄野（しょうの）は、福島県福島市の大字である。郵便番号は960-2153。

## 地理
福島市西部の吾妻地域に属し、地区南東部に位置する。北で土船と、東で桜本と、南東で佐倉下の北西角と、南で上名倉とそれぞれ隣接する。概ね市町村制施行以前の旧信夫郡庄野村域にあたる。福島盆地西部、荒川左岸の扇状地であり、水田や果樹園といった農地が広がる。地区北東には福島西工業団地が造成されており、多数の工場が立地している。上町に所在する福島警察署及び上野寺に所在する福島消防署西出張所がそれぞれ管轄にあたる。

## 河川・湖沼
- 荒川

### 主な字
- 江添
- 大森久根
- 一本柳
- 石田
- 赤土
- 石塚
- 上川原
- 上作田
- 川原南
- 川原屋敷
- 五輪堂
- 北日ノ倉
- 上高野
- 鍛冶田
- 北蟹田
- 五合田
- 柿場
- 作田
- 下高野
- 地武内下

- 地武内屋敷
- 地武内後
- 前徳
- 左京
- 下川原
- 清水尻
- 竹ノ内川原
- 竹ノ内下
- 竹ノ内前
- 竹ノ内屋敷
- 立屋敷
- 立屋敷後
- 立屋敷南
- 太夫五郎内堂田屋敷
- 太夫五郎内後
- 太夫五郎内東
- 台ノ田
- 茶畑前
- 茶畑屋敷
- 辻屋敷

- 天神下
- 堂田前
- 泥ノ木
- 高見
- 立田
- 堂田古屋
- 堂ノ前
- 天神後
- 堂田南
- 天神前
- 玉ノ木
- 中原
- 二合内前
- 二合内南
- 二合内屋敷
- 抜分
- 中高野
- 中田
- 原田
- 日ノ倉

- 平合内屋敷
- 這原
- 東畑
- 平合内
- 前古屋
- 前古屋前川原
- 前古屋屋敷
- 前古屋後
- 南川原屋敷
- 室石
- 御熊野
- 鑓合内屋敷
- 鑓合内前
- 渡利畔

## 歴史
- 1889年（明治22年）4月1日 - 町村制の施行により信夫郡水保村が発足。旧庄野村域は水保村の大字となる。
- 1956年（昭和31年）9月30日 - 水保村が合併により吾妻村となり、吾妻村の大字となる。（1962年（昭和37年）11月1日に町制施行し吾妻町となる。）
- 1968年（昭和43年）10月1日 - 吾妻町が福島市に編入され、福島市の大字となる。

## 世帯数と人口
2022年（令和4年）6月30日現在の世帯数と人口は以下の通りである。
| 大字 | 世帯数  | 人口  |
| ---- | ------- | ----- |
| 庄野 | 164世帯 | 399人 |

## 小・中学校の学区
市立小・中学校に通う場合、学区は以下の通りとなる。
| 番地 | 小学校             | 中学校             |
| ---- | ------------------ | ------------------ |
| 全域 | 福島市立水保小学校 | 福島市立吾妻中学校 |

## 交通

### 道路
- 福島県道5号上名倉飯坂伊達線
  - 日ノ倉橋（荒川）
- 福島県道126号福島微温湯線
- 福島市道38号佐原水保線

### バス
福島交通路線バス
- （福島駅・大原綜合病院方面） - 西工業団地 - 庄野 - 茶畑 - 水保 - （土船方面）
  - 土船

## 施設
- 福島県あづま総合運動公園
  - サイクルスポーツ広場
  - 巨石広場
  - 福島市民家園
    - 旧阿部家住宅
- 福島西工業団地
  - 王子ネピア 福島工場
  - 日本通運 福島支店西部流通センター
  - 沖データ 福島事業所
  - 帝北ロジスティックス 西物流センター
  - 大川電機製作所
  - 阿部紙工
  - 日進堂印刷所
  - 山川印刷所
- 曹洞宗 法輪寺
- 菅原神社